# Desastres em 1966
Nesta página encontrará referências aos desastres ocorridos durante o ano de 1966.
- Inundações no Rio de Janeiro.[1]

## Janeiro
- 24 de janeiro - Um Boeing 707 indiano choca-se contra o Monte Branco, na fronteira entre França e Itália, originando 117 mortos.